# Ihor Borysyk
Ihor Borysik, (ukrainien : Ігор Борисик), né le 2 juin 1984 à Simferopol, est un nageur ukrainien, spécialiste de la brasse.

## Biographie
Ihor Borysyk obtient son premier grand succès international avec la médaille de bronze sur 100 mètres brasse aux championnats en petit bassin à Vienne en 2004. Aux 200 mètres brasse, il termine cinquième. L'année suivante, aux championnats en petit bassin 2005 à Trieste, il terminé au pied du podium du 200 m brasse avec la quatrième place.
En 2007, il devient champion d'Europe en petit bassin sur la distance du 200 mètres brasse.
Sa meilleure année fut l’année 2008, où il remporte deux médailles aux championnats du monde en petit bassin 2008 à Manchester, l’or sur le 100 mètres brasse et l’argent sur le 200 m brasse.
L'été suivant, aux Jeux olympiques de Pékin en 2008, il atteint la finale du 100 mètres brasse, en se classant au septième rang. Dans les séries du 200 mètres brasse, il ne se classe que 14e.
En outre, il a établi un nouveau record d'Europe du 100 m brasse aux championnats en petit bassin 2008 à Rijeka, en devenant le champion d'Europe de la distance en 57 s 74. En outre, il obtient la médaille de bronze sur le 200 mètres et la cinquième place en finale du 50 mètres brasse.
Un an plus tard aux championnats d'Europe en petit bassin 2009 à Istanbul, il ne peut pas défendre son titre sur 100 mètres brasse et ne remporte que la médaille de bronze.

## Palmarès

### Championnats du monde
| Médaille | Compétition                                            | Épreuve      | Temps         | Lieu                     | Date |
| Or       | Championnats du monde de natation en petit bassin 2008 | 100 m brasse | 57 s 74       | Manchester (Royaume-Uni) | 2008 |
| Argent   | Championnats du monde de natation en petit bassin 2008 | 100 m brasse | 2 min 06 s 21 | Manchester (Royaume-Uni) | 2008 |

### Championnats d’Europe
| Médaille | Compétition                                            | Épreuve      | Temps   | Lieu               | Date |
| Or       | Championnats d'Europe de natation en petit bassin 2007 | 100 m brasse | 58 s 57 | Debrecen (Hongrie) | 2007 |
| Or       | Championnats d'Europe de natation en petit bassin 2008 | 200 m brasse | 57 s 33 | Rijeka             | 2008 |
| Bronze   | Championnats d'Europe de natation en petit bassin 2004 | 100 m brasse | 59 s 70 | Vienne (Autriche)  | 2004 |
| Bronze   | Championnats d'Europe de natation en petit bassin 2008 | 200 m brasse | 57 s 33 | Rijeka             | 2008 |
| Bronze   | Championnats d'Europe de natation en petit bassin 2009 | 100 m brasse | 56 s 97 | Istanbul (Turquie) | 2009 |

## Meilleurs temps personnels
Les meilleurs temps personnels établis par Igor Borysik dans les différentes disciplines sont détaillés ci-après.
| Épreuve               | Temps         | Compétition                            | Lieu           | Date             |
| 50 m brasse           | 27 s 40       | XXV Universiade                        | Belgrade (SRB) | 9 juillet 2009   |
| 100 m brasse          | 58 s 67       | Ukrainian National Cup                 | Kharkiv        | 13 juillet 2009  |
| 200 m brasse          | 2 min 08 s 73 | XXV Universiade                        | Belgrade (SRB) | 8 juillet 2009   |
| 50 m papillon         | 25 s 71       | Championnats de l'Ukraine              | Kharkiv        | 18 décembre 2009 |
| 100 m papillon        | 59 s 74       | Championnats de l'Ukraine              | Yevpatoria     | 24 juillet 2010  |
| 200 m 4 nages         | 2 min 07 s 72 | Championnats de l'Ukraine              | Kharkiv        | 18 décembre 2005 |
| 100 m brasse (relais) | 59 s 52       | Championnats du monde de natation 2009 | Rome (Italie)  | 2 août 2009      |

| Épreuve                   | Temps         | Compétition                                            | Lieu                | Date             |
| 50 m brasse               | 26 s 68       | Championnats d'Europe de natation en petit bassin 2008 | Rijeka (Croatie)    | 13 décembre 2008 |
| 100 m brasse              | 56 s 97       | Championnats d'Europe de natation en petit bassin 2009 | Istanbul            | 11 décembre 2009 |
| 200 m brasse              | 2 min 03 s 93 | FINA: World Cup No 3-2009 Series                       | Stockholm (SWE)     | 10 novembre 2009 |
| 50 m papillon             | 25 s 28       | Milenium Cup                                           | Qiryat Bilaik (ISR) | 29 décembre 2006 |
| 100 m nage libre (relais) | 51 s 91       | Championnats Régionaux ...                             | Oyonnax (FRA)       | 20 décembre 2008 |
| 100 m brasse (relais)     | 58 s 98       | Championnats Régionaux ...                             | Oyonnax (FRA)       | 21 décembre 2008 |